# Укурік
Укурі́к (рос. Укурик) — село у складі Хілоцького району Забайкальського краю, Росія. Адміністративний центр та єдиний населений пункт Укуріцького сільського поселення.

## Населення
Населення — 155 осіб (2010; 150 у 2002).
Національний склад (станом на 2002 рік):
- буряти — 96 %